# Отто Гессен-Кассельский
Отто Гессен-Кассельский (нем. Otto von Hessen-Kassel; 24 декабря 1594, Кассель — 7 августа 1617, Герсфельд) — наследный принц Гессен-Кассельский, администратор имперского аббатства Герсфельд, наместник отца в Верхнем Гессене.

## Биография
Отто — старший сын ландграфа Морица Гессен-Кассельского и его первой супруги Агнессы Сольмс-Лаубахской, дочери графа Иоганна Георга Сольмс-Лаубахского. Отто вместе с братьями и сёстрами получал домашнее образование. В 10-летнем возрасте Отто был назначен администратором Герсфельдского аббатства. Завершив образование в Марбургском университете, Отто предпринял образовательную поездку, побывал в Лондоне и Париже. Вернувшегося на родину наследного принца отец привлёк к государственным делам.
Заболевший краснухой принц в жару пытался прямо с больничного одра застрелить лаявшую собаку. Выстрел был произведён настолько неудачно, что пуля прошла через левую половину груди. Отто был похоронен в церкви Святой Марии в Марбурге.

## Браки и потомки
24 августа 1613 года в Касселе Отто женился на Урсуле Екатерине Баден-Дурлахской (1593—1615), дочери маркграфа Георга Фридриха Баден-Дурлахского. После смерти первой супруги Отто женился в Дессау 14 июня 1617 года на Агнессе Магдалене Ангальт-Дессауской, дочери князя Иоганна Георга I Ангальт-Дессауского. Оба брака остались бездетными. У Отто был внебрачный сын Эрнст Рейнгард фон Гаттенбах (1617—1694).